# Масазыр (село)
Масазыр (азерб. Masazır) — село в Масазырском административно-территориальном округе Апшеронского района Азербайджана.

## Этимология
Название происходит от персидских слова массе (песок) и частицы -зар, обозначающего местность, то есть — песчаное место. 
Местное население связывает название поселка с личным именем Мастанзор.

## История
В 1913 году село согласно административно-территориальному делению Бакинской губернии относилось к Масазырскому сельскому обществу Бакинского уезда.
В 1926 году согласно административно-территориальному делению Азербайджанской ССР село относилось к округу Бинагады Бакинского уезда.
После реформы административного деления и упразднения уездов в 1929 году населенный пункт был передан Бакинскому городскому совету Азербайджанской ССР.
Согласно административному делению 1961 года село Масазыр входило в Хырдаланский поселковый совет Кировского района города Баку Азербайджанской ССР.
4 января 1963 года село было передано в состав новообразованного Апшеронского района. Согласно административному делению 1977 года село входило в Хырдаланский поселковый совет Апшеронского района.
25 мая 1991 года из Хырдаланского поселкового совета выделен новый, Масазырский сельский совет.
В период Азербайджанской ССР в селе располагались восьмилетняя школа, библиотека, детский сад, медицинский пункт.
В 1999 году в Азербайджане была проведена административная реформа и внутри Масазырского административно-территориального округа был учрежден Масазырский муниципалитет Апшеронского района.

## География
Масазыр расположен на берегу одноименного озера. Село находится в 16 км от Баку. Оно слилось с территорией районного центра, города Хырдалан. Ближайшая железнодорожная станция — Хырдалан.
Село находится на высоте 70 метров над уровнем моря.

## Население
| Численность населения | Численность населения | Численность населения | Численность населения |
| 1886                  | 1981                  | 1999                  | 2009                  |
| --------------------- | --------------------- | --------------------- | --------------------- |
| 663                   | ↗793                  | ↗2337                 | ↗10 817               |

В 1886 году в селе проживало 663 человека, все — таты, по вероисповеданию — мусульмане-шииты.
Население преимущественно занимается животноводством, занято также в промышленности.

## Климат
| Показатель                    | Янв. | Фев. | Март | Апр. | Май  | Июнь | Июль | Авг. | Сен. | Окт. | Нояб. | Дек. | Год  |
| ----------------------------- | ---- | ---- | ---- | ---- | ---- | ---- | ---- | ---- | ---- | ---- | ----- | ---- | ---- |
| Средний суточный максимум, °C | 6,6  | 6,1  | 9,8  | 16,9 | 22,4 | 27,5 | 30,7 | 31,5 | 25,8 | 19,4 | 16,0  | 9,3  | 19,6 |
| Средняя температура, °C       | 3,9  | 3,5  | 6,6  | 12,7 | 18   | 23,1 | 26,2 | 26,5 | 21,9 | 15,9 | 13,1  | 6,4  | 14,8 |
| Средний суточный минимум, °C  | 1,2  | 1    | 3,4  | 8,5  | 13,7 | 18,7 | 21,7 | 21,6 | 18,1 | 12,4 | 10,2  | 3,6  | 10,0 |
| Норма осадков, мм             | 24   | 20   | 24   | 39   | 34   | 29   | 14   | 13   | 21   | 33   | 32    | 25   | 308  |

Среднегодовая температура воздуха в посёлке составляет +14,8 °C. В посёлке полупустынный климат.

## Экономика
В селе действует мебельная фабрика.
21 июля 2010 года около посёлка введён в эксплуатацию Масазырский соляной завод. Завод производит пищевую и техническую соль.

## Инфраструктура
В селе расположены , 2 почтовых отделения, 3 средних школы, библиотека, центр тяжелой атлетики, врачебный пункт.

## Достопримечательности
Из архитектурных памятников в селе расположены Ханский сад (XV — XVII века) и мавзолей (XIII век).